# Condica viscosa
Condica viscosa is een vlinder uit de familie uilen (Noctuidae). De wetenschappelijke naam is voor het eerst geldig gepubliceerd in 1831 door  Freyer.
De soort komt voor in Europa.